# 莫特維爾鎮區 (密歇根州)
莫特維爾鎮區（英語：Mottville Township）是位於美國密歇根州聖約瑟夫縣的一個行政鎮區。

## 地方資料
莫特維爾鎮區的面積為51.70平方千米，當中陸地面積為50.70平方千米，而水域面積為1.00平方千米。根據2020年美國人口普查的數據，當地共有人口1444人，而人口密度為每平方千米27.93人。